# Christian Hieronymus Lommer
Christian Hieronymus Lommer (* August 1741 in Johanngeorgenstadt; † 20. Februar 1787 in Annaberg) war ein sächsischer Bergmeister und Hochschullehrer an der Bergakademie Freiberg.

## Leben und Wirken
Lommer wurde 1741 als Sohn des bereits 1752 verstorbenen Freiberger Berggeschworenen Johann Paul Lommer geboren. Frühzeitig erlernte er die Grundlagen des bergmännischen Handwerks in Pochwerken, Wäschen und Johanngeorgenstädter Bergwerken. Dank eines Stipendiums von 100 Gulden konnte er sich zwischen 1759 und 1763 in Probier- und Markscheidekunst ausbilden lassen. Sein Lehrer war der spätere Johanngeorgenstädter Bergmeister Immanuel Heinrich Krippner. Um dieses Stipendium zu erhalten, musste er sich verpflichten, sein Wissen für den sächsischen Kurfürsten einzusetzen.
In Freiberg gehörte er zu den ersten Lehrern an der 1765 gegründeten Bergakademie. Als Inspektor unterstand ihm die Aufsicht über die Bibliothek sowie die Mineralien- und Modellsammlung, die im Haus des Mitbegründers der Bergakademie, Friedrich Wilhelm von Oppel, ausgestellt war. Als erster Lehrbeauftragter für Mineralogie hatte er somit zwischen 1766 und 1770 die Aufgabe, diese zwei Mal pro Woche vorzuzeigen und zu erklären. Von 1768 bis 1770 hielt er überdies Vorlesungen in Bergbaukunst. In diese Zeit (1768) fällt auch die Erstellung einer flächenkolorierten geologischen Karte, die als die erste ihrer Art gilt. Diese Karte wurde erst in den 1980er Jahren im Werner-Nachlass aufgefunden.
Zwischen 1771 und 1780 war er Bergmeister des Bergamts Johanngeorgenstadt. 1780 wurde er als Bergmeister nach Annaberg versetzt. Dieses Amt übte er bis zu seinem Tode aus.
Neben seiner bergamtlichen Tätigkeit verfasste Lommer auch wissenschaftliche Arbeiten. Besonders bemerkenswert ist eine Arbeit über das „Hornerz“ (Chlorargyrit), das in Johanngeorgenstadt in beachtlichen Massen vorkam, sowie eine Schrift auf die Preisfrage „Wie waren die Bergwerke bey den Alten eigentlich beschaffen und eingerichtet?“.

## Schriften
- Reisse von Freyberg durch die Oberlausiz bis an das Riesengebürge. 1768 (22 Bl.+1 Kt.).
- Abhandlung vom Hornerze als einer neuen Gattung Silbererz. Böhme, Leipzig 1776 (Digitalisat).
- Bergmännischer Beytrag zu der von der Königlichen Großbrittannischen Societät der Wissenschaften, auf das Jahr 1781. ausgestellten Preißfrage: Wie waren die Bergwerke bey den Alten eigentlich beschaffen und eingerichtet? Und läßt sich nicht nach angestellter Vergleichung derselben, mit den unsrigen, zum Vortheil des Bergbaues, und Hüttenwerke in unsern Zeiten, etwas von den Alten lernen? Craz, Freiberg 1785 (Digitalisat).